# Полонська Ірина
Іри́на Поло́нська — українська пляжна волейболістка; майстер спорту України.

## З життєпису
Майстер спорту України з волейболу. Протягом 2001-2002 років була в складі збірної України.
Чемпіонка України з пляжного волейболу в 2001-2002 роках, посіла 5-ту сходинку на чемпіонаті Європи-2002.